# Petit Comic
Petit Comic (ペチコミック?, Pechi comikku) è una rivista mensile di manga josei giapponese pubblicata da Shogakukan. La rivista è pubblicata principalmente per un pubblico femminile maggiorenne, in quanto molte delle serie sono romantiche, adulte ed in alcuni casi con la presenza di scene esplicite che ritraggono attività sessuali. Per abbreviazione, la rivista è chiamata PuchiComi.

## Mangaka e serie pubblicate nelPetit Comic
- Motoko Mori
  - Amaku Minnayo!
- Chie Shinohara
  - Kioku no Ashiato
- Yuki Yoshihara
  - Darling wa Namamono ni Tsuki
- Akemi Yoshimura
  - Bara no tame ni
  - Kirinkan Graffiti
- Tomu Ōmi
  - Midnight Secretary
  - L'incanto della strega